# Juan Queraltó
Juan Enrique Ramón Queraltó (1912—1987) était un homme politique argentin, président de 1937 à 1953, puis de nouveau en 1973, du mouvement d’extrême droite Alliance libératrice nationaliste.

## Biographie

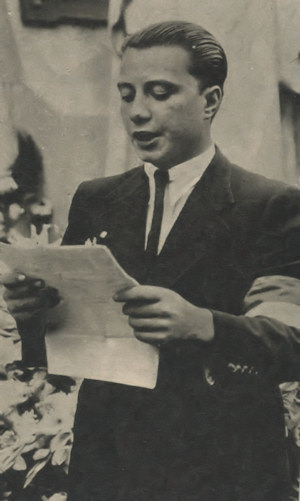
Juan Queraltó en 1935.

Juan Queraltó fonda en 1937 l’Alliance de la jeunesse nationaliste (en espagnol Alianza de la Juventud Nacionalista, sigle AJN), destinée à regrouper et réorganiser la jeunesse nationaliste argentine, auparavant réunie dans l’UNES (Union nationaliste des étudiants du secondaire, en espagnol Unión Nacionalista de Estudiantes Secundarios), excroissance du mouvement fascisant Légion civique argentine, et à ce moment en totale déshérence. L’AJN se développa rapidement et devint en peu de mois la principale organisation nationaliste de jeunesse en Argentine, pour le rester jusqu’à la chute de Juan Perón en 1955 ; cependant, en 1943, le mouvement, dont Queraltó avait assumé la présidence dès sa fondation, changea son nom en Alliance libératrice nationaliste (en espagnol Alianza Libertadora Nacionalista, sigle ALN). Fasciste quant à la forme (posture militariste, violence de rue, uniformes et breloques fascistes), le mouvement professait une idéologie de droite nationale, avec ses composantes catholique, antisémite, ultranationaliste, corporatiste, antilibérale, anti-impérialiste, anticommuniste, mais aussi ouvriériste ; ce sera plus particulièrement cette dernière composante qui conduira le mouvement à se rapprocher du péronisme, voire, après l’accession au pouvoir de Perón en 1946, à agir dorénavant comme troupe de choc du pouvoir péroniste en place.
En 1953, Queraltó fut évincé de la présidence de l’ALN par Guillermo Patricio Kelly à la suite d’un putsch interne, dans des circonstances mal élucidées. Queraltó dut s’exiler au Paraguay, tandis que Kelly renforçait davantage encore la subordination, désormais entière, de l’ALN au péronisme, tout en s’efforçant de lisser certaines aspérités de son idéologie, notamment son virulent antisémitisme. En 1973, avec la restauration de la démocratie, Queraltó put retourner en Argentine, et inaugura à Buenos Aires un nouveau siège pour le mouvement, lequel devait, sous le troisième péronisme, rejoindre bientôt la constellation de groupes violents au service de l’aile droite du justicialisme. 
Juan Queraltó mourut d’un cancer le 8 août 1987, à l’âge de 75 ans.

## Source
- (es) Juan Luis Besoky, « El nacionalismo populista de derecha en Argentina: la Alianza Libertadora Nacionalista, 1937-1975 », Mediações, Londrina, no 1 (vol. 19),‎ janvier-juin 2014, p. 61-83 (lire en ligne, consulté en janvier 2018)

## Corrélats
- Alliance libératrice nationaliste
- Guillermo Patricio Kelly